# Bengt Berg (poet)
Bengt Sören Berg, född 15 juni 1946 i Torsby, Fryksände församling, Värmlands län, är en svensk författare, översättare, redaktör och politiker (vänsterpartist). Han var riksdagsledamot 2010–2014, invald för Värmlands läns valkrets.

## Biografi
Under 70- och 80-talet var Berg en av redaktörerna för tidskriften och förlaget Rallarros.
Berg var 2010–2014 riksdagsledamot från Värmlands läns valkrets på plats 103. I riksdagen var Berg först ledamot och sedan suppleant i kulturutskottet samt suppleant i trafikutskottet.
Bengt Berg har bland annat fått Ferlinpriset där motiveringen var ”en poet med en särart som gränsar till egensinnighet”. Han har skrivit ett stort antal dikter och hans senaste diktbok, Dikter genom 40 år, omfattar över 600 sidor.
Utöver sitt författarskap har Bengt Berg ett förlag, Heidruns förlag, hemmahörande i Torsby.

## Bibliografi

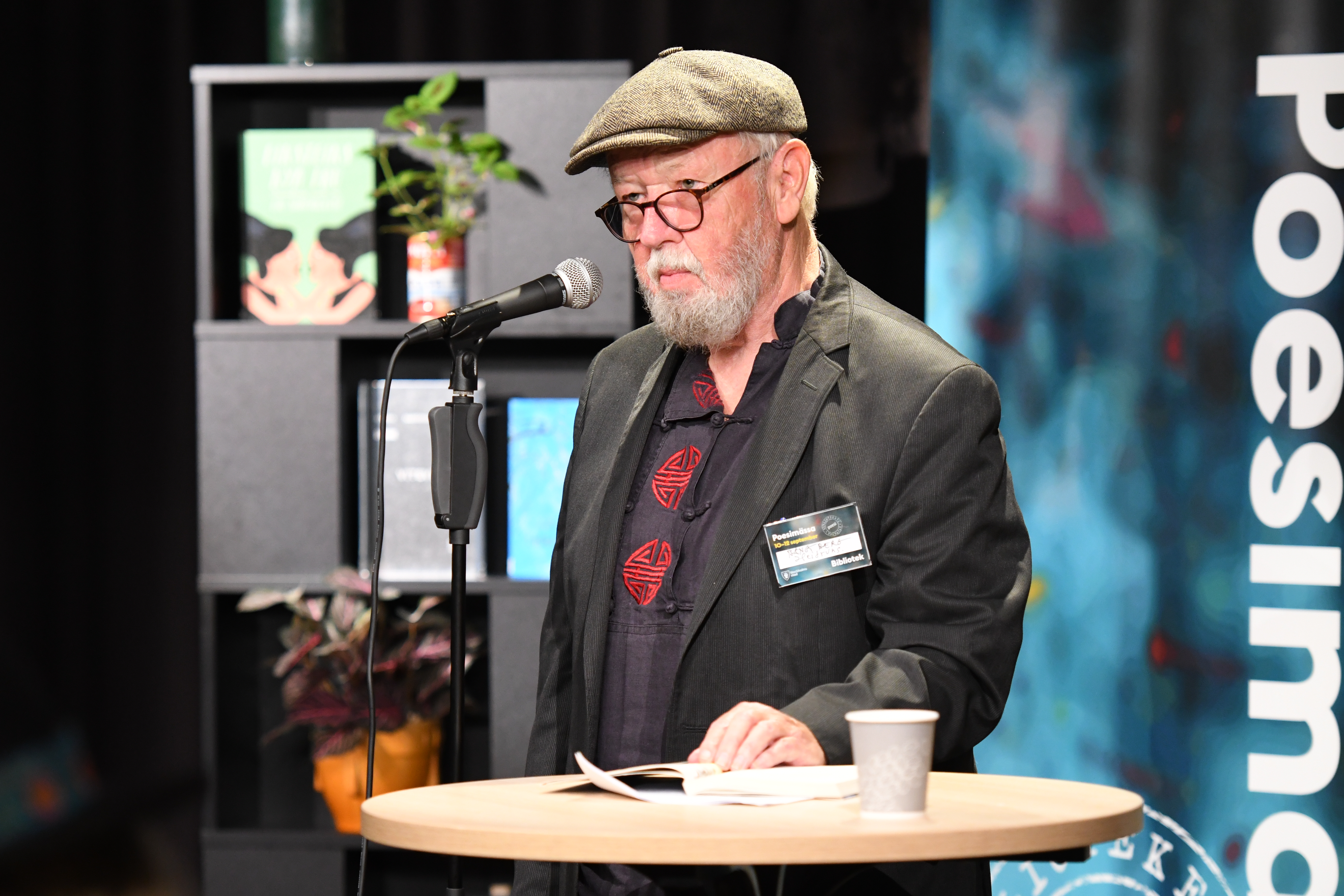
Bengt Berg på Poesimässan 2021.

### Översättningar (urval)

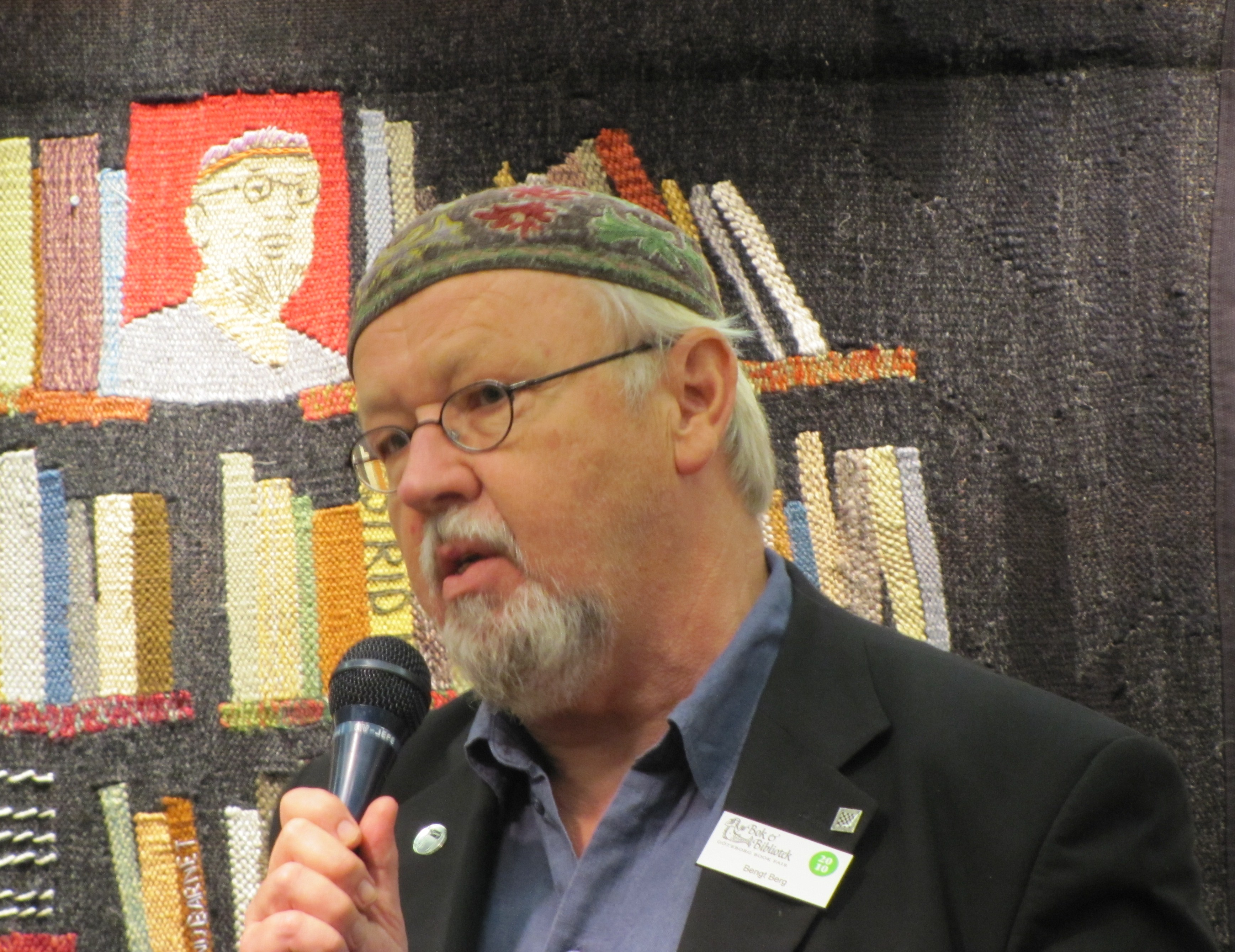
Bengt Berg på Bokmässan i Göteborg den 25 september 2010, några dagar efter att han valts till riksdagsledamot.

- Jens Bjørneboe: Hajarna (Tiden, roman, 1976)
- Stig Holmås: Se, vad det lyser! (Oktoberförlaget, dikter,1977)
- Tor Obrestad: Gå på! (Oktoberförlaget, roman, 1977)
- Otto René Castillo: Hjärtats exempel (Rallarros, 1978, dikter)
- Brudprovaren: erotiska folksagor från Norge (Erotiske folkeeventyr) (W& W, 1978)
- Arnljot Eggen: Gruvbarnen (Liber, ungdomsbok, 1981)
- Ragnar Hovland: Så får det bli (Rallarros, 1982, barnbok)
- Eske K Mathiesen: Heinrich Hundkocks äventyr (Rallarros, barnbok, 1984)
- Dortea Birkedal Andersen: Sallys bizniz (Sallys bizniz) (Arbetarkultur, 1990)
- Thorvald Steen: Elden (Ilden) (Tiden, 1993)
- Grete Randsborg Jenseg: Fabel Jakob och den jädrans kärleken (Heidruns, barnbok, 2005)
- Grete Randsborg Jenseg: Fabel Jakob och de magiska äggen (Heidruns, barnbok,2006)

## Priser och utmärkelser
- 1980 – Landsbygdens författarstipendium
- 1990 – ABF:s litteratur- & konststipendium
- 1993 – LRF:s litteraturpris
- 1999 – De Nios Vinterpris
- 2001 – Gustaf Fröding-sällskapets lyrikpris
- 2003 – Till Adam Brombergs minne (Adamspriset)
- 2004 – Årets värmlandsförfattare
- 2005 – Ferlinpriset
- 2015 – Årets värmlänning (tillsammans med Gun-Britt Karlsson)
- 2018 – Lagerlövet (från Den Värmländska Akademien
- 2018 – Bengt Anderberg-priset
- 2018 – Göran Palm-priset
- 2019 – Gun och Olof Engqvists stipendium (Svenska Akademien)
- 2023 –  Selma Lagerlöf-priset
- 2023 – Gunde Johansson-priset
- 2023 Marin Sorescu-priset (från Rumänska kulturinstitutet)